# Daniel Resch
Daniel Resch (* 1984) ist ein österreichischer Politiker (ÖVP). Er ist seit Oktober 2018 Bezirksvorsteher des 19. Wiener Gemeindebezirks Döbling.

## Leben
Daniel Resch wuchs in Wien-Döbling auf und studierte Internationale Wirtschaftsbeziehungen an der FH Eisenstadt, das Studium schloss er als Bachelor of Arts (BA) ab. Ein Erasmus-Semester absolvierte er in Belgien. 2010 gründete er eine Eventagentur.
Bei der Bezirksvertretungswahl in Wien 2015 trat er für die ÖVP an und zog in die Döblinger Bezirksvertretung ein. Ab 2016 war er Stellvertreter von Bezirksvorsteher Adolf Tiller. Am 31. Oktober 2018 legte Tiller das Amt des Bezirksvorstehers nach 40 Jahren zurück, Resch wurde in der Sitzung der Bezirksvertretung zum Bezirksvorsteher gewählt und vom nicht-amtsführenden ÖVP-Stadtrat Markus Wölbitsch angelobt. Er war Spitzenkandidat für die Bezirksvertretungswahl in Wien 2020, bei der die ÖVP 36,89 % erreichte, ein Plus von 4,36 %, somit konnte er seine Position als Bezirksvorsteher festigen. Im Juni 2022 folgte Resch Adolf Tiller auch als Bezirksparteiobmann nach. Nach der Bezirksvertretungswahl in Wien 2025 wurde er im Juni 2025 als Bezirksvorsteher bestätigt.
Sein Bruder ist der Döblinger FPÖ-Klubobmann Klemens Resch.
Resch ist Ehrenmitglied der katholischen Studentenverbindung K.Ö.St.V. Austro-Danubia im MKV.